# ベッドフォード＝スタイベサント
ベッドフォード＝スタイベサント (Bedford-Stuyvesant) は、アメリカ合衆国ニューヨーク州ニューヨーク市ブルックリン区の中央に位置する地区である。ベッドスタイ (Bed-Stuy) の名でも知られている。ブルックリン区の第3地域委員会（Community Board）に属している。地区の範囲としては、北はフラッシング通り、東はブロードウェイ、サラトガ通り、南はアトランティック通り、西はクラソン通りに囲まれた地区である。フラッシング通りでウイリアムズバーグ地区と、クラソン通りでクリントン・ヒル地区と、イースタン大通りやピトキン通りでクラウン・ハイツ地区と、イースト・ニューヨーク通りでブッシュウィック地区と、それぞれ接し合っている。

## 黎明期
地区の名は、ベッドフォード村が、スタイベサント・ハイツ地区まで拡大したことに由来する。スタイベサントの名は、ニューネザランズの最後の総督であったピーター・スタイベサントに由来する。現在の地区中心部となっている場所にあったベッドフォード村は、ブルックリン村からクイーンズ区のジャマイカ地区やロングアイランドへと向かった人々の最初の入植地である。1832年にブルックリン-ジャマイカ鉄道の駅舎が築かれ、そして1836年にロングアイランド鉄道に切り替わり、現在のアトランティック通りとフランクリン通りの交差点の辺りに駅が建設された。1878年、ブルックリン-フラットブッシュ-コニー・アイランド鉄道が開業し、駅はその2つを結ぶターミナル駅となった。ベッドフォード地域には、アメリカにおける比較的古い奴隷ではないアフリカ系アメリカ人居住区の1つであるウィークス・ビル村が含まれる。この村は現在も現存し、歴史遺産として保存されている。

## 近代的地区としての成立
19世紀の終わり、路面電車や高架鉄道が敷かれ、ブルックリンのダウンタウン地区やマンハッタン区に務める労働者階級や中流階級の人々の住宅地区となった。既存の木造住宅は、赤褐色砂岩を配した住宅に建て替えられていった。ベッドフォード・スタイベサント・ルネサンスとも言える状況の中で、このような住宅様式がもてはやされている。地区は、マンハッタン区のハーレム地区と並ぶ、アフリカ系アメリカ人文化の中心地と考える者が多い。

## 人種構成の変遷
第二次世界大戦中/戦後期に、アメリカ南部では農作業の職が減り、数多くのアフリカ系アメリカ人が北部で労働機会を探すために移り住んできた。この人々の多くがハーレム地区よりもベッドフォード・スタイベサントを好んだため、この地区は圧倒的な黒人集住区となった。この時期にはカリブ地域からの移民も数多くやってきた。ジャマイカ、グレナダ、トリニダード・トバゴ、バルバドスといった国々からの移民である。

## 戦後問題
数々の問題が生じたことで、地区は長期的な低迷期を迎えた。田舎の労働者であった新たな住民たちは、大都会ニューヨークで十分な賃金を得るだけの職には、なかなかありつけなかった。ニューヨーク市自体も不景気に見舞われていた。交通網の一部が廃止されたことや、公共設備の減少やサービスの低下、犯罪増加への対応不足、地方自治政府が抱えた難題などによって、景気が悪化していったのである。かなりの割合の人々が郊外へと転居していったために、人種的に多様な地区が貧民街化していった。

## 人種/民族間の緊張
1960年代と1970年代のニューヨーク市は、非常に厳しい時代であり、地区も、もろにその影響を受けてしまう。最初の都市部暴動の1つが起こり、市内の社会的/人種的分離が対立の後押しとなってしまう。対立は極みに達し、ブラウン・ビル学区で、白人やユダヤ系が多数派を占める教師に対して、地区内外から集まった黒人の住民や活動家が立ち上がった。差別の告発は、当時の社会的緊張の一部を占めていた。1964年、マンハッタンのハーレム地区で人種暴動が発生した。原因は、ニューヨーク市警察のトーマス・ギリガン巡査が虐待行為によって告発されたことであった。暴動はすぐに、地区にも飛び火した。この暴動により、地区内でユダヤ系の人々の経営する商店の破壊や略奪が発生した。この人種暴動は、1967年、1968年にも発生した。長く失業状態が続き、市民権運動の結果生まれた政策への落胆、マーティン・ルーサー・キング・ジュニアの暗殺などが、この時代のアメリカにおける政治的/人種的対立を強化していった。

## 復興と高級住宅地化
1980年代終わりごろから現在まで、地区は復興期を迎えている。この大きな理由の1つは、地区内の犯罪率の低下である。1980年代に6年間続いたクラックの流行（クラックブーム）が終焉を迎えたことも、大きな理由の1つである。徐々に景気が回復し、地区に安定感が備わってきたにもかかわらず、地区には、否定的な烙印が付いてまわった。2005年 3月、「ベッドスタイ流のるかそるか」的なイメージを、より肯定的な「ベッドスタイを誇りに」というような意識へと変えるために、社会的運動が展開され始めた。「ウォールスケイプ（壁の風景）」と銘打った巨大な野外壁画を描くことで、地区が生み出した活動家/詩人のジューン・ジョーダン、活動家のハティ・カーサン、ラッパー/俳優のモス・デフ、俳優/芸人のクリス・ロックなどの著名人たちを住民たちが誇りに思うように働きかけた。
地区が再活性化し、息を吹き返したことで、多くの人々が地区内にある数多くの赤褐色砂岩で飾られた長屋の中から、適当な物件を捜し求めるようになってきた。高級住宅地化していくような流れでは、新たな住民の流入は、貧しい人々を押し出す形で進んでいくであろう。しかし多くの場合、新たにやってくる人々は、空き家や廃屋を修復し再活用してきている。
結果として、地区は人種的/民族的に多様化してきている。白人と共にヒスパニック系の住人が増えてきている。2005年 4月発売の「タイム・アウト・ニューヨーク」は、「ベッドスタイの闘い」という記事の中で、地区に引っ越してきた黒人の数の増加を年代順に追っている。昔からの住民たちや商店経営者たちは、都会派の若手エリートの白人（ヤッピー）や黒人（バッピー）に、法外な金を提示されて締め出されてしまうのではないかと心配している。また地区の民族的伝統の維持を不安視する向きもある。地区内に数多く建っている赤褐色砂岩装飾の見栄えの良さが原因で、地区の高級住宅地が進んでいると考える者もいる。しかしながら、7割の黒人が地区内に留まっている。コブル・ヒル地区のようなブルックリン区の他の地区と比べ、地区内に留まる率が高いのである。地区では、高級住宅地化を食い止める努力がなされている。ただし、高級住宅地化や地区の変化は治安を高め、主要な商店街の小売店の売上を伸ばすという声もある。
2005年 7月、ニューヨーク市警は、地区内にある「フルトン通り-ノーストランド通り」経済地区を「インパクトゾーン」に指定した。これから6か月間、フルトン通りとノーストランド通りの交差点を中心とする地域への警察の巡回と配置を強化した。地区内でインパクトゾーンが始まったので、犯罪率が前年比で15％減少した。2005年12月からさらに6か月間、インパクトゾーンが継続された。

## 大衆文化に見るベッドフォード＝スタイベサント
ベッドフォード・スタイベサント地区は、ニューヨーク市以外の地域にまで知られた個性と文化を持ったニューヨークの地区（ハーレムルネッサンス期やジャズ時代のハーレム、ローワー・イースト・サイド、リトル・イタリー、チャイナタウン、イースト・ビレッジ、グリニッジ・ヴィレッジ、コニー・アイランド、フラットブッシュ）の1つである。
映画監督のスパイク・リーは、『ドゥ・ザ・ライト・シング』（1986）や『クルックリン』（1994）の中で、地区の街路や赤褐色砂岩装飾の家並みに脚光を当てた。クリス・ロックのテレビ連続ホームコメディ『エブリバディ・ヘイツ・クリス』（1983）は、この地区で思春期を過ごしたクリス・ロックの生活を描写している。2004年、デイブ・チャペルのドキュメンタリー映画『ブロックパーティ』の撮影が行われ、クインシー通りとダウニング通りの区画で、著名なR&Bやヒップホップ系アーティストたちによる即興パフォーマンスが行われた。
R&B、ラップ、ヒップホップの世界で名を知られたアーティストの中には、この地区で育った者も多い。アリーヤ、ノトーリアスBIG、ジェイZ、ビッグ・ダディ・ケーン、リル・キム、モス・デフ、ファボラス、パプースなどの面々は、地区出身のアーティストである。プロレスラーのホミサイドも、同地区出身である。